# Fermín Cacho
Fermín Cacho Ruiz (Ágreda, Soria; 16 de febrero de 1969) es un atleta español, corredor mediofondista especialista en 1500 metros lisos. Es uno de los atletas españoles más galardonados, siendo especialmente destacable su medalla de oro en la prueba de los 1500 metros de los Juegos Olímpicos de Barcelona 1992.

## Actividad deportiva
Considerado como uno de los mejores atletas españoles de todos los tiempos, en su amplio palmarés se deben destacar dos medallas Olímpicas, una de oro lograda en los 1500 metros en los Juegos Olímpicos de Barcelona en 1992 y otra de plata en la misma prueba de los Juegos de Atlanta en 1996.
Siempre en la prueba de 1500 metros lisos, se proclamó una vez campeón de Europa, en los Europeos de 1994 y también posee una medalla de bronce obtenida en el Europeo de 1998.
En los Campeonatos del Mundo, obtuvo dos importantes subcampeonatos en los años 1993 y 1997.
En pista cubierta destacan las medallas de plata en el Campeonato del Mundo celebrado en Sevilla en 1991 y en el Campeonato de Europa de 1990 en Glasgow.
Su mejor marca en 1500 metros de 3:28.95, conseguida el 13 de agosto de 1997 en Zúrich, fue récord de Europa hasta 2013, cuando lo batió Mo Farah, y récord de España hasta julio de 2021, cuando lo superó Mohamed Katir.

## Actividad política
En el año 2003 entró en la lista electoral del PSOE por su amistad con el alcalde, con la intención de ser concejal de deportes en el ayuntamiento de Andújar, localidad donde reside tras contraer matrimonio.
En las elecciones generales de 2008 figuró como miembro de la Plataforma de Apoyo a Zapatero (PAZ).

## Otras actividades
En julio de 2006, se convierte en presidente del Club Deportivo Iliturgi club de fútbol de la localidad de Andújar, cargo en el que solo duró ocho meses.
En octubre de 2010, participó en la Jornada Mariana de Deportistas en el santuario de Torreciudad (Huesca).

## Vida personal
Está casado y tiene cuatro hijas.

## Palmarés nacional
Campeonatos de España 
- Campeón de España de 1500 m al aire libre: 1989 (3:36.23), 1990 (3:37.04), 1991 (3:34.52), 1992 (3:49.0), 1993 (3:46.24), 1995 (3:43.70), 1996 (3:52.43).
- Campeón de España de 1500 m en pista cubierta: 1990 (3:44.06), 1991 (3:48.10), 1995 (3:57.64).
- Campeón de España Sub-20 de 1500 m: 1987, 1988.

Récords de España
- Récord de España absoluto de 1000 m al aire libre: 2:16.13
- Récord de España absoluto de 1000 m en pista cubierta: 2:20.18
- Récord de España absoluto de 3000 m en pista cubierta: 7:36.61

## Competiciones internacionales
| Representando a España \| Año \| Competición \| Sede \| Puesto \| Prueba \| Marca \| \| ---- \| -------------------------------------- \| ---------- \| ----------------- \| ------ \| ------- \| \| 1987 \| Campeonato de Europa Júnior \| Birmingham \| 12.º \| 1500 m \| 4:00.58 \| \| 1988 \| Campeonato del Mundo Júnior \| Sudbury \| Medalla de bronce \| 1500 m \| 3:47.31 \| \| 1989 \| Copa del Mundo \| Barcelona \| 6.º \| 1500 m \| 3:40.34 \| \| 1990 \| Campeonato de Europa en Pista Cubierta \| Glasgow \| Medalla de plata \| 1500 m \| 3:44.61 \| \| 1990 \| Campeonato de Europa \| Split \| 11.º \| 1500 m \| 3:42.21 \| \| 1991 \| Campeonato del Mundo en Pista Cubierta \| Sevilla \| Medalla de plata \| 1500 m \| 3:42.68 \| \| 1991 \| Campeonato del Mundo \| Tokio \| 5.º \| 1500 m \| 3:35.62 \| \| 1992 \| Juegos Olímpicos \| Barcelona \| Medalla de oro \| 1500 m \| 3:40.12 \| \| 1992 \| Copa del Mundo[n 1] \| La Habana \| 4.º \| 1500 m \| 3:42.78 \| \| 1993 \| Campeonato del Mundo \| Stuttgart \| Medalla de plata \| 1500 m \| 3:35.56 \| \| 1993 \| Juegos Mediterráneos \| Narbona \| Medalla de plata \| 1500 m \| 3:32.43 \| \| 1994 \| Campeonato de Europa \| Helsinki \| Medalla de oro \| 1500 m \| 3:35.27 \| \| 1995 \| Campeonato del Mundo en Pista Cubierta \| Barcelona \| 6.º \| 1500 m \| 3:45.46 \| \| 1995 \| Campeonato del Mundo \| Gotemburgo \| 8.º \| 1500 m \| 3:37.02 \| \| 1996 \| Juegos Olímpicos \| Atlanta \| Medalla de plata \| 1500 m \| 3:36.40 \| \| 1997 \| Campeonato del Mundo \| Atenas \| Medalla de plata \| 1500 m \| 3:36.63 \| \| 1998 \| Campeonato de Europa \| Budapest \| Medalla de bronce \| 1500 m \| 3:42.13 \| \| 1999 \| Campeonato del Mundo \| Sevilla \| 4.º \| 1500 m \| 3:31.34 \| | Representando a España \| Año \| Competición \| Sede \| Puesto \| Prueba \| Marca \| \| ---- \| -------------------------------------- \| ---------- \| ----------------- \| ------ \| ------- \| \| 1987 \| Campeonato de Europa Júnior \| Birmingham \| 12.º \| 1500 m \| 4:00.58 \| \| 1988 \| Campeonato del Mundo Júnior \| Sudbury \| Medalla de bronce \| 1500 m \| 3:47.31 \| \| 1989 \| Copa del Mundo \| Barcelona \| 6.º \| 1500 m \| 3:40.34 \| \| 1990 \| Campeonato de Europa en Pista Cubierta \| Glasgow \| Medalla de plata \| 1500 m \| 3:44.61 \| \| 1990 \| Campeonato de Europa \| Split \| 11.º \| 1500 m \| 3:42.21 \| \| 1991 \| Campeonato del Mundo en Pista Cubierta \| Sevilla \| Medalla de plata \| 1500 m \| 3:42.68 \| \| 1991 \| Campeonato del Mundo \| Tokio \| 5.º \| 1500 m \| 3:35.62 \| \| 1992 \| Juegos Olímpicos \| Barcelona \| Medalla de oro \| 1500 m \| 3:40.12 \| \| 1992 \| Copa del Mundo[n 1] \| La Habana \| 4.º \| 1500 m \| 3:42.78 \| \| 1993 \| Campeonato del Mundo \| Stuttgart \| Medalla de plata \| 1500 m \| 3:35.56 \| \| 1993 \| Juegos Mediterráneos \| Narbona \| Medalla de plata \| 1500 m \| 3:32.43 \| \| 1994 \| Campeonato de Europa \| Helsinki \| Medalla de oro \| 1500 m \| 3:35.27 \| \| 1995 \| Campeonato del Mundo en Pista Cubierta \| Barcelona \| 6.º \| 1500 m \| 3:45.46 \| \| 1995 \| Campeonato del Mundo \| Gotemburgo \| 8.º \| 1500 m \| 3:37.02 \| \| 1996 \| Juegos Olímpicos \| Atlanta \| Medalla de plata \| 1500 m \| 3:36.40 \| \| 1997 \| Campeonato del Mundo \| Atenas \| Medalla de plata \| 1500 m \| 3:36.63 \| \| 1998 \| Campeonato de Europa \| Budapest \| Medalla de bronce \| 1500 m \| 3:42.13 \| \| 1999 \| Campeonato del Mundo \| Sevilla \| 4.º \| 1500 m \| 3:31.34 \| | Representando a España \| Año \| Competición \| Sede \| Puesto \| Prueba \| Marca \| \| ---- \| -------------------------------------- \| ---------- \| ----------------- \| ------ \| ------- \| \| 1987 \| Campeonato de Europa Júnior \| Birmingham \| 12.º \| 1500 m \| 4:00.58 \| \| 1988 \| Campeonato del Mundo Júnior \| Sudbury \| Medalla de bronce \| 1500 m \| 3:47.31 \| \| 1989 \| Copa del Mundo \| Barcelona \| 6.º \| 1500 m \| 3:40.34 \| \| 1990 \| Campeonato de Europa en Pista Cubierta \| Glasgow \| Medalla de plata \| 1500 m \| 3:44.61 \| \| 1990 \| Campeonato de Europa \| Split \| 11.º \| 1500 m \| 3:42.21 \| \| 1991 \| Campeonato del Mundo en Pista Cubierta \| Sevilla \| Medalla de plata \| 1500 m \| 3:42.68 \| \| 1991 \| Campeonato del Mundo \| Tokio \| 5.º \| 1500 m \| 3:35.62 \| \| 1992 \| Juegos Olímpicos \| Barcelona \| Medalla de oro \| 1500 m \| 3:40.12 \| \| 1992 \| Copa del Mundo[n 1] \| La Habana \| 4.º \| 1500 m \| 3:42.78 \| \| 1993 \| Campeonato del Mundo \| Stuttgart \| Medalla de plata \| 1500 m \| 3:35.56 \| \| 1993 \| Juegos Mediterráneos \| Narbona \| Medalla de plata \| 1500 m \| 3:32.43 \| \| 1994 \| Campeonato de Europa \| Helsinki \| Medalla de oro \| 1500 m \| 3:35.27 \| \| 1995 \| Campeonato del Mundo en Pista Cubierta \| Barcelona \| 6.º \| 1500 m \| 3:45.46 \| \| 1995 \| Campeonato del Mundo \| Gotemburgo \| 8.º \| 1500 m \| 3:37.02 \| \| 1996 \| Juegos Olímpicos \| Atlanta \| Medalla de plata \| 1500 m \| 3:36.40 \| \| 1997 \| Campeonato del Mundo \| Atenas \| Medalla de plata \| 1500 m \| 3:36.63 \| \| 1998 \| Campeonato de Europa \| Budapest \| Medalla de bronce \| 1500 m \| 3:42.13 \| \| 1999 \| Campeonato del Mundo \| Sevilla \| 4.º \| 1500 m \| 3:31.34 \| | Representando a España \| Año \| Competición \| Sede \| Puesto \| Prueba \| Marca \| \| ---- \| -------------------------------------- \| ---------- \| ----------------- \| ------ \| ------- \| \| 1987 \| Campeonato de Europa Júnior \| Birmingham \| 12.º \| 1500 m \| 4:00.58 \| \| 1988 \| Campeonato del Mundo Júnior \| Sudbury \| Medalla de bronce \| 1500 m \| 3:47.31 \| \| 1989 \| Copa del Mundo \| Barcelona \| 6.º \| 1500 m \| 3:40.34 \| \| 1990 \| Campeonato de Europa en Pista Cubierta \| Glasgow \| Medalla de plata \| 1500 m \| 3:44.61 \| \| 1990 \| Campeonato de Europa \| Split \| 11.º \| 1500 m \| 3:42.21 \| \| 1991 \| Campeonato del Mundo en Pista Cubierta \| Sevilla \| Medalla de plata \| 1500 m \| 3:42.68 \| \| 1991 \| Campeonato del Mundo \| Tokio \| 5.º \| 1500 m \| 3:35.62 \| \| 1992 \| Juegos Olímpicos \| Barcelona \| Medalla de oro \| 1500 m \| 3:40.12 \| \| 1992 \| Copa del Mundo[n 1] \| La Habana \| 4.º \| 1500 m \| 3:42.78 \| \| 1993 \| Campeonato del Mundo \| Stuttgart \| Medalla de plata \| 1500 m \| 3:35.56 \| \| 1993 \| Juegos Mediterráneos \| Narbona \| Medalla de plata \| 1500 m \| 3:32.43 \| \| 1994 \| Campeonato de Europa \| Helsinki \| Medalla de oro \| 1500 m \| 3:35.27 \| \| 1995 \| Campeonato del Mundo en Pista Cubierta \| Barcelona \| 6.º \| 1500 m \| 3:45.46 \| \| 1995 \| Campeonato del Mundo \| Gotemburgo \| 8.º \| 1500 m \| 3:37.02 \| \| 1996 \| Juegos Olímpicos \| Atlanta \| Medalla de plata \| 1500 m \| 3:36.40 \| \| 1997 \| Campeonato del Mundo \| Atenas \| Medalla de plata \| 1500 m \| 3:36.63 \| \| 1998 \| Campeonato de Europa \| Budapest \| Medalla de bronce \| 1500 m \| 3:42.13 \| \| 1999 \| Campeonato del Mundo \| Sevilla \| 4.º \| 1500 m \| 3:31.34 \| | Representando a España \| Año \| Competición \| Sede \| Puesto \| Prueba \| Marca \| \| ---- \| -------------------------------------- \| ---------- \| ----------------- \| ------ \| ------- \| \| 1987 \| Campeonato de Europa Júnior \| Birmingham \| 12.º \| 1500 m \| 4:00.58 \| \| 1988 \| Campeonato del Mundo Júnior \| Sudbury \| Medalla de bronce \| 1500 m \| 3:47.31 \| \| 1989 \| Copa del Mundo \| Barcelona \| 6.º \| 1500 m \| 3:40.34 \| \| 1990 \| Campeonato de Europa en Pista Cubierta \| Glasgow \| Medalla de plata \| 1500 m \| 3:44.61 \| \| 1990 \| Campeonato de Europa \| Split \| 11.º \| 1500 m \| 3:42.21 \| \| 1991 \| Campeonato del Mundo en Pista Cubierta \| Sevilla \| Medalla de plata \| 1500 m \| 3:42.68 \| \| 1991 \| Campeonato del Mundo \| Tokio \| 5.º \| 1500 m \| 3:35.62 \| \| 1992 \| Juegos Olímpicos \| Barcelona \| Medalla de oro \| 1500 m \| 3:40.12 \| \| 1992 \| Copa del Mundo[n 1] \| La Habana \| 4.º \| 1500 m \| 3:42.78 \| \| 1993 \| Campeonato del Mundo \| Stuttgart \| Medalla de plata \| 1500 m \| 3:35.56 \| \| 1993 \| Juegos Mediterráneos \| Narbona \| Medalla de plata \| 1500 m \| 3:32.43 \| \| 1994 \| Campeonato de Europa \| Helsinki \| Medalla de oro \| 1500 m \| 3:35.27 \| \| 1995 \| Campeonato del Mundo en Pista Cubierta \| Barcelona \| 6.º \| 1500 m \| 3:45.46 \| \| 1995 \| Campeonato del Mundo \| Gotemburgo \| 8.º \| 1500 m \| 3:37.02 \| \| 1996 \| Juegos Olímpicos \| Atlanta \| Medalla de plata \| 1500 m \| 3:36.40 \| \| 1997 \| Campeonato del Mundo \| Atenas \| Medalla de plata \| 1500 m \| 3:36.63 \| \| 1998 \| Campeonato de Europa \| Budapest \| Medalla de bronce \| 1500 m \| 3:42.13 \| \| 1999 \| Campeonato del Mundo \| Sevilla \| 4.º \| 1500 m \| 3:31.34 \| | Representando a España \| Año \| Competición \| Sede \| Puesto \| Prueba \| Marca \| \| ---- \| -------------------------------------- \| ---------- \| ----------------- \| ------ \| ------- \| \| 1987 \| Campeonato de Europa Júnior \| Birmingham \| 12.º \| 1500 m \| 4:00.58 \| \| 1988 \| Campeonato del Mundo Júnior \| Sudbury \| Medalla de bronce \| 1500 m \| 3:47.31 \| \| 1989 \| Copa del Mundo \| Barcelona \| 6.º \| 1500 m \| 3:40.34 \| \| 1990 \| Campeonato de Europa en Pista Cubierta \| Glasgow \| Medalla de plata \| 1500 m \| 3:44.61 \| \| 1990 \| Campeonato de Europa \| Split \| 11.º \| 1500 m \| 3:42.21 \| \| 1991 \| Campeonato del Mundo en Pista Cubierta \| Sevilla \| Medalla de plata \| 1500 m \| 3:42.68 \| \| 1991 \| Campeonato del Mundo \| Tokio \| 5.º \| 1500 m \| 3:35.62 \| \| 1992 \| Juegos Olímpicos \| Barcelona \| Medalla de oro \| 1500 m \| 3:40.12 \| \| 1992 \| Copa del Mundo[n 1] \| La Habana \| 4.º \| 1500 m \| 3:42.78 \| \| 1993 \| Campeonato del Mundo \| Stuttgart \| Medalla de plata \| 1500 m \| 3:35.56 \| \| 1993 \| Juegos Mediterráneos \| Narbona \| Medalla de plata \| 1500 m \| 3:32.43 \| \| 1994 \| Campeonato de Europa \| Helsinki \| Medalla de oro \| 1500 m \| 3:35.27 \| \| 1995 \| Campeonato del Mundo en Pista Cubierta \| Barcelona \| 6.º \| 1500 m \| 3:45.46 \| \| 1995 \| Campeonato del Mundo \| Gotemburgo \| 8.º \| 1500 m \| 3:37.02 \| \| 1996 \| Juegos Olímpicos \| Atlanta \| Medalla de plata \| 1500 m \| 3:36.40 \| \| 1997 \| Campeonato del Mundo \| Atenas \| Medalla de plata \| 1500 m \| 3:36.63 \| \| 1998 \| Campeonato de Europa \| Budapest \| Medalla de bronce \| 1500 m \| 3:42.13 \| \| 1999 \| Campeonato del Mundo \| Sevilla \| 4.º \| 1500 m \| 3:31.34 \| |
| Año | Competición | Sede | Puesto | Prueba | Marca |
| --- | --- | --- | --- | --- | --- |
| 1987 | Campeonato de Europa Júnior | Birmingham | 12.º | 1500 m | 4:00.58 |
| 1988 | Campeonato del Mundo Júnior | Sudbury | Medalla de bronce | 1500 m | 3:47.31 |
| 1989 | Copa del Mundo | Barcelona | 6.º | 1500 m | 3:40.34 |
| 1990 | Campeonato de Europa en Pista Cubierta | Glasgow | Medalla de plata | 1500 m | 3:44.61 |
| 1990 | Campeonato de Europa | Split | 11.º | 1500 m | 3:42.21 |
| 1991 | Campeonato del Mundo en Pista Cubierta | Sevilla | Medalla de plata | 1500 m | 3:42.68 |
| 1991 | Campeonato del Mundo | Tokio | 5.º | 1500 m | 3:35.62 |
| 1992 | Juegos Olímpicos | Barcelona | Medalla de oro | 1500 m | 3:40.12 |
| 1992 | Copa del Mundo | La Habana | 4.º | 1500 m | 3:42.78 |
| 1993 | Campeonato del Mundo | Stuttgart | Medalla de plata | 1500 m | 3:35.56 |
| 1993 | Juegos Mediterráneos | Narbona | Medalla de plata | 1500 m | 3:32.43 |
| 1994 | Campeonato de Europa | Helsinki | Medalla de oro | 1500 m | 3:35.27 |
| 1995 | Campeonato del Mundo en Pista Cubierta | Barcelona | 6.º | 1500 m | 3:45.46 |
| 1995 | Campeonato del Mundo | Gotemburgo | 8.º | 1500 m | 3:37.02 |
| 1996 | Juegos Olímpicos | Atlanta | Medalla de plata | 1500 m | 3:36.40 |
| 1997 | Campeonato del Mundo | Atenas | Medalla de plata | 1500 m | 3:36.63 |
| 1998 | Campeonato de Europa | Budapest | Medalla de bronce | 1500 m | 3:42.13 |
| 1999 | Campeonato del Mundo | Sevilla | 4.º | 1500 m | 3:31.34 |

1. ↑  Formando parte del equipo de Europa

## Marcas personales
| Prueba | Marca    | Lugar    | Fecha                   |
| ------ | -------- | -------- | ----------------------- |
| 800 m  | 1:45.37  | Albacete | 8 de septiembre de 1991 |
| 1000 m | 2:16.13  | Andújar  | 6 de septiembre de 1993 |
| 1500 m | 3:28.95  | Zúrich   | 13 de agosto de 1997    |
| Milla  | 3:49.56  | Oslo     | 5 de julio de 1996      |
| 3000 m | 7:37.02  | Sevilla  | 28 de mayo de 1999      |
| 5000 m | 13:46.65 | Sevilla  | 8 de junio de 2002      |

| Prueba | Marca   | Lugar     | Fecha                 |
| ------ | ------- | --------- | --------------------- |
| 800 m  | 1:46.79 | Sevilla   | 4 de marzo de 1993    |
| 1000 m | 2:20.18 | Madrid    | 14 de febrero de 1992 |
| 1500 m | 3:35.29 | Sevilla   | 28 de febrero de 1991 |
| 3000 m | 7:36.61 | Stuttgart | 4 de febrero de 1996  |

1. 1 2  En su momento fue también

## Premios
- Mejor atleta español de los años 1991, 1992, 1996 y 1997 según la RFEA.
- Mejor atleta español de la historia designado por la IAAF en 1998.
- Medalla de Oro de la Real Orden del Mérito Deportivo, otorgada por el Consejo Superior de Deportes (1994)[4]

### Condecoraciones
| Distinción                                                   | Año  |
| ------------------------------------------------------------ | ---- |
| Gran Cruz de la Real Orden del Mérito Deportivo              | 1996 |
| Galardón                                                     | Año  |
| Premio Nacional del Deporte Mejor deportista español del año | 1996 |